# Баротренировка
Баротренировка - разновидность баротерапии, при которой происходит дозированная работа на велоэргометре, встроенном в барокамеру. Это устройство называется баротренажером.

## Принцип действия
На велоэргометр задаётся тренирующая нагрузка, а внутри баротренажёра поддерживается заданная компрессия/вакуум. Основное целевое воздействие
происходит за счёт именно перепадов атмосферного давления внутри баротренажёра, в ответ на которые активация метаболизма приобретает
значительные масштабы и стойкий характер не только в заинтересованных мышцах нижней части тела спортсмена, но и во всём организме в целом.

## Области применения
В спорте высших достижений баротренировки используются для восстановления после интенсивных нагрузок, развития мышечной выносливости,
сокращения сроков реабилитации после травм, быстрой сгонки веса спортсмена и т.д.
Баротренировки проводятся по принципу биологической обратной связи: уровень тренирующей нагрузки и компрессия/вакуум задается автоматически
в зависимости от текущих резервов регуляции организма спортсмена. Контроль резервов регуляции осуществляется с помощью АПК "Мультиспектр".

## Мобильные лаборатории
Баротренировки проводятся на баротренажёрах в стационарных учебно-тренировочных центрах, а также внутри Мобильных лабораторий.
В состав Мобильных лабораторий, кроме большого количества диагностической аппаратуры входят баротренажеры.Это позволяет проводить баротренировки практически в любых местах во время учебно-тренировочных сборов и соревнований.
Мобильные лаборатории спорта высших достижений сконструированы на базе автомобиля "Лаборатория 3032 АХ", шасси VWCrafter 50 Superlong.
Мобильные лаборатории являются незаменимыми передвижными центрами медико-биологического и научно-методического
обеспечения спортивных сборных команд России, особенно для тех видов спорта, которые не имеют постоянных мест проведения учебно-тренировочных
сборов и соревнований.